# Johan Daniël Cornelis Carel Willem d'Ablaing van Giessenburg
Johan Daniël Cornelis Carel Willem baron d'Ablaing van Giessenburg (Utrecht, 6 juni 1779 - Doorn, 27 juni 1859) was een Nederlands generaal-majoor, politicus en onder meer ridder in de Militaire Willems-Orde.

## Persoonlijk leven
Hij werd geboren als zoon van J.C. d'Ablaing van Giessenburg (1735-1788) en J.M.F.I.J.F. von Syberg-Vörde (1752-1792). Hij werd in 1816 erkend en geadmitteerd in de Ridderschap van Holland, en in datzelfde jaar werd hem de titel van baron verleend. Hij was de stamvader van het adellijke geslacht d'Ablaing. Hij diende vanaf 1814 de koninklijke familie. Hij trouwde in 1800 Henrietta Elisabeth Corver Hooft (1777-1826) met wie hij tien kinderen kreeg; hij was onder andere schoonvader van H.F.C. baron Forstner van Dambenoy (1792-1870) en van C.Th.J. baron de Constant Rebecque (1805-1870). Nog tijdens zijn huwelijk verliet hij zijn vrouw en ging hij samenwonen met Albertine Otteline barones Rengers (1793-1879), bij wie hij ook staande zijn huwelijk kinderen verwekte. Na het overlijden van zijn vrouw trouwde hij met Rengers met wie hij daarna nog twee wettige kinderen kreeg.

## Loopbaan

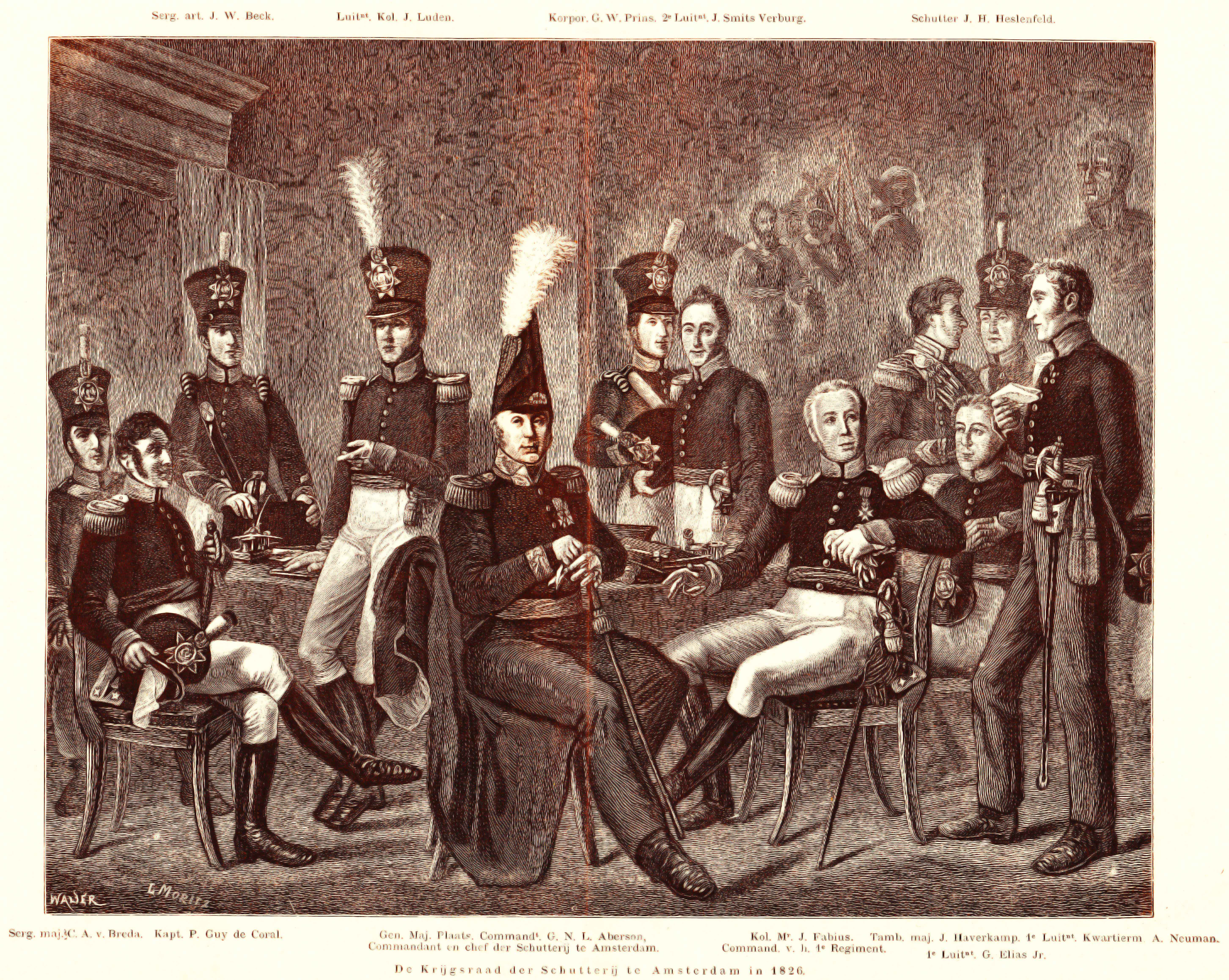
Schutterij, waar d'Ablaing deel van uitmaakte, in 1826

D'Ablaing verloor al vroeg zijn ouders en werd opgevoed door zijn oom, luitenant-generaal d'Ablaing van Moersbergen, en door deze voor de krijgsdienst opgeleid. In 1795 begaf hij zich naar Osnabrück en verenigde zich daar met de andere uitgewekenen onder Prins Frederik. In 1799 behoorde hij tot het Oranje-gezinde korps te Lingen en werd, bij de landing der Pruisen en Engelsen in Noord-Holland, belast met het overbrengen van depêches van Lingen naar Noord-Holland. Tot 1813 weigerde hij, als vurige orangist, elke post of enige bediening aan te nemen. Een bevel om hem dat jaar gevangen te nemen kon niet tot uitvoer komen door zijn vroegtijdig uitwijken naar het Pruisische korps van generaal Von Bülow, te Münster, die hij, naar hij later vermeldde, wist aan te zetten tot de veldtocht naar Nederland; bij de inname van Arnhem (december 1813) vocht hij aan de zijde van Von Bülow, in januari 1814 werd hij benoemd tot commissaris-generaal bij de Russische en Pruisische legers in Nederland en in maart daarop volgend, met de rang van generaal-majoor, tot intendant-generaal van het Nederlandse leger te velde. Hij was al kamerheer van de Koning en werd in september 1815 aangesteld als hofmaarschalk van de Prins van Oranje bij wiens huwelijk te Sint-Petersburg hij tegenwoordig was. In 1814 was hij lid van de Vergadering van Notabelen die over de Grondwet stemde.
Tot de Belgische Opstand leefde hij op zijn landgoed te Moersbergen; toen bood hij zich met zijn vier zonen aan om direct het vaderland te helpen verdedigen. Hij werd benoemd tot luitenant-kolonel, chef van de afdeling mobiele schutterij der provincie Utrecht (oktober 1830); in februari 1831 volgde zijn bevordering tot kolonel, met standplaats Bergen op Zoom. Tijdens het springen van de kruitkamer Stoelenmat aldaar onderscheidde hij zich door koelbloedigheid en beleid. Gedurende de Tiendaagse Veldtocht dreef hij op 3 augustus 1831 aan het hoofd van een colonne, bestaande uit tien compagnieën schutterij van Zuid-Holland, Overijssel en Utrecht, op mars van Rozendaal, de vijand tussen Brasschaat en Kalmthout terug. D'Ablaing werd bij Koninklijk Besluit van 19 oktober 1831 nummer 101 benoemd tot ridder in de Militaire Willems-Orde vierde klasse voor zijn verrichtingen in die jaren. Later bleef hij hoofd der rustende schutterij te Utrecht en lid van het hoofdbestuur van het Metalen Kruis. Verder werd hij achtereenvolgens lid van de Staten van Utrecht, van de Tweede -en Eerste Kamer der Staten-Generaal gekozen. Hij stemde in 1848 tegen herziening van de grondwet. In 1853 lieten zijn voormalige officieren een gedenkpenning met zijn borstbeeld te zijner ere slaan.
D'Ablaing was onder meer ridder in de Militaire Willems-Orde, ridder in de Orde van Oranje-Nassau, ridder in de Orde van de Nederlandse Leeuw en ridder in de Orde van Sint-Anna eerste klasse. In de krant stond bij wijze van necrologie: d'Ablaing nam op 14 mei 1859 zijn ontslag als lid van de Eerste Kamer. Hij sprak op die dag met de wens voor het heil van vorst en volk voor het laatst in de Kamer. Weinige tijd later was zijn loopbaan op deze wereld volbracht.
D'Ablaing was ambachtsheer van Giessen-Nieuwkerk; hij overleed op 27 juni 1859 te zijner huize en werd bijgezet in de familiegrafkelder. Het grafschrift in de nieuwsbladen luidde: daar rust thans hij, die als oudste van het hoogadelijk huis, fier als een eik zijn kruin verhief en velen met zijn takken mild overschaduwde en die als staatsman vele verdiensten had. Lang zullen Giessen-Nieuwkerk's ingezetenen in de afgestorvene een hoogwaardige ambachtsheer betreuren en deze sombere dag een treurige herinnering nablijven.
- Biografisch Portaal: 13391640
- Digitale Bibliotheek voor de Nederlandse Letteren: abla006
- Parlement.com: vg09lkx82twg